# Reichenbacher Mühle (Mömbris)

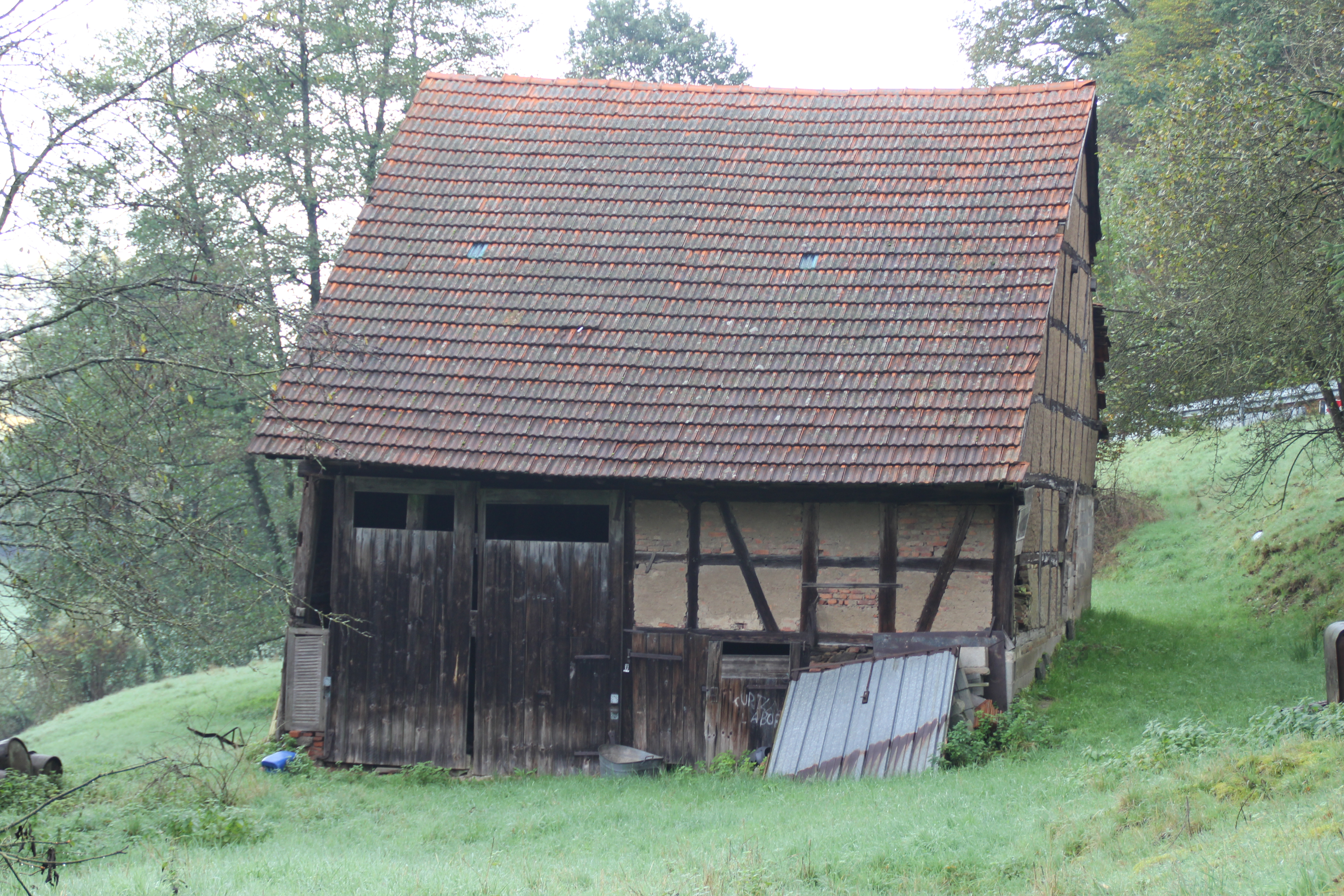
Noch bestehendes Nebengebäude der Reichenbacher Mühle

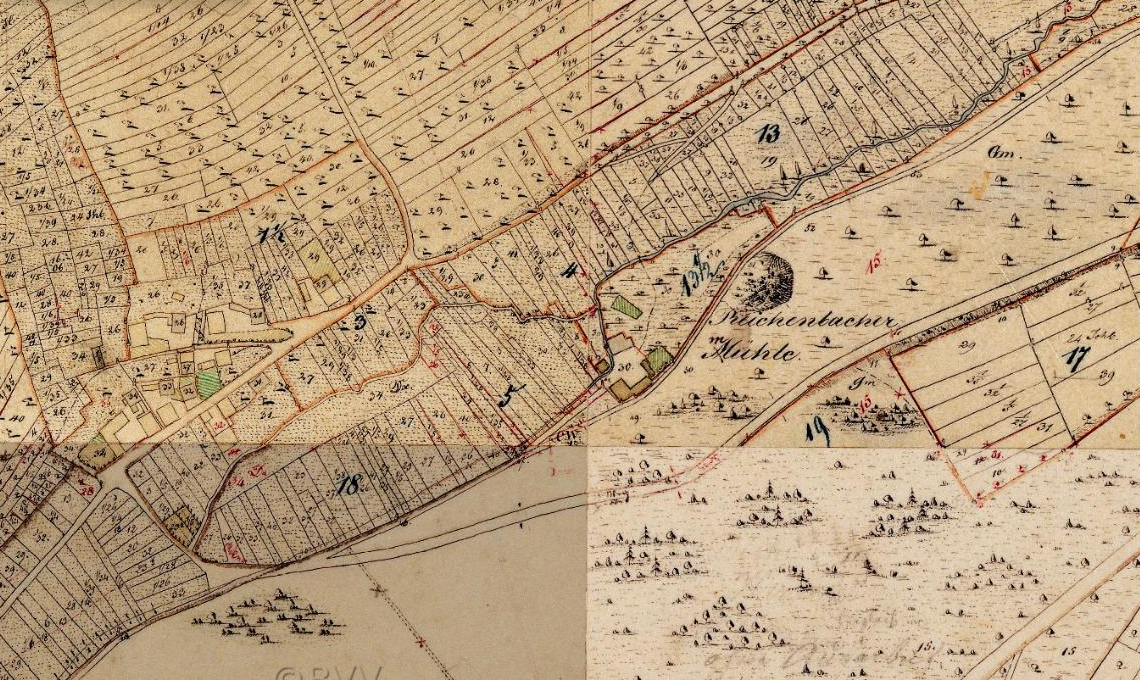
Die Reichenbacher Mühle (Bildmitte) in der Uraufnahme von 1846

Die Reichenbacher Mühle, auch Glasermühle genannt, war eine Wassermühle bei Mömbris im Landkreis Aschaffenburg in Bayern. Es ist kein amtlich benannter Ortsteil.

## Beschreibung
Die Reichenbacher Mühle befand sich im mittleren Kahlgrund nordöstlich von Reichenbach im Tal des Reichenbaches unterhalb des Ratsberges (339 m). Von der Mühle ist heute nur noch ein Nebengebäude an der Staatsstraße 2309 zu sehen. Vom Mühlengebäude selbst bestehen nur noch Mauerreste. In den 1990er Jahren konnte man noch Teile des Wasserrades mit einer Welle und einem Zahnrad erkennen. Früher zweigte der Mühlbach an der Reichenbachbrücke am Unterdorf ab und verlief zu den Gebäuden der Mühle. Sie war einst im Besitz von Peter Glaser.